# Hacawan (Kotajk)
Hacawan – wieś w Armenii, w prowincji Kotajk. W 2011 roku liczyła 608 mieszkańców.